# أمير ليوبييانكيتش
أمير ليوبييانكيتش (بالسلوفينية: Emir Ljubijankić)‏ هو لاعب كرة قدم سلوفيني في مركز الهجوم، ولد في 5 مايو 1992 في ليوبليانا في سلوفينيا. شارك مع منتخب سلوفينيا تحت 17 سنة لكرة القدم ومنتخب سلوفينيا تحت 19 سنة لكرة القدم. أما مع النوادي، فقد لعب مع بوروسيا نوينكيرشن ونادي دومجاله.

## وصلات خارجية
- أمير ليوبييانكيتش على موقع قاعدة بيانات كرة القدم.إي يو (الإنجليزية)
- أمير ليوبييانكيتش على موقع Soccerway.com (الإنجليزية)
- أمير ليوبييانكيتش على موقع عالم كرة القدم.نت (الإنجليزية)